# Rugby Viadana 1970 2014-2015

## Eccellenza 2014-15

### Stagione regolare
| Incontro              | Andata | Ritorno |
| --------------------- | ------ | ------- |
| Viadana — S.S. Lazio  | 22-15  | 22-22   |
| Petrarca — Viadana    | 24-27  | 10-22   |
| Viadana — San Donà    | 28-6   | 20-33   |
| L’Aquila — Viadana    | 3-38   | 15-38   |
| Mogliano — Viadana    | 22-12  | 13-13   |
| Viadana — Rovigo      | 11-16  | 22-32   |
| Fiamme Oro — Viadana  | 45-27  | 23-21   |
| Viadana — I Cavalieri | 46-0   | 38-8    |
| Calvisano — Viadana   | 41-10  | 25-25   |

#### Risultati della stagione regolare
| Posizione | G  | V | N | P | PF  | PS  | DP  | B | Pt |
| --------- | -- | - | - | - | --- | --- | --- | - | -- |
| 6ª        | 18 | 8 | 3 | 7 | 442 | 535 | +89 | 8 | 46 |

## Trofeo Eccellenza 2014-15

### Prima fase

#### Girone A
| Incontro              | Risultato |
| --------------------- | --------- |
| I Cavalieri — Viadana | 17-38     |
| Viadana — Calvisano   | 13-28     |

##### Risultati del girone A
| Posizione | G | V | N | P | PF | PS | DP | B | Pt |
| --------- | - | - | - | - | -- | -- | -- | - | -- |
| 2ª        | 2 | 1 | 0 | 1 | 51 | 45 | +6 | 1 | 5  |

## Qualifying Competition 2015

### Prima fase

#### Girone 1
| Incontro              | Risultato |
| --------------------- | --------- |
| Calvisano — Viadana   | 34-3      |
| Viadana — El Salvador | 36-7      |

##### Risultati del girone 1
| Posizione | G | V | N | P | PF | PS | DP | B | Pt |
| --------- | - | - | - | - | -- | -- | -- | - | -- |
| 2ª        | 2 | 1 | 0 | 1 | 39 | 41 | -2 | 1 | 5  |